# 第15回全日本女子ユース (U-18)サッカー選手権大会
JOCジュニアオリンピック 第15回全日本女子ユース (U-18)サッカー選手権大会は、2012年1月3日から1月8日にかけて千葉県で開催された、第15回目の全日本女子ユース (U-18)サッカー選手権大会である。日テレ・メニーナが2年連続4回目の優勝を果たした。

## 概要

### レギュレーション
- 同大会はJOCジュニアオリンピックの一環として開催される。
- 1次ラウンド
  - 全16チームを4チームずつ4つのグループに分けて行い、各グループで首位のチームが決勝ラウンドに進む事ができる。順位は試合によって得られる勝ち点の合計数（後述）によって決まる。
  - 試合時間は80分（前･後半40分ずつ）とする。ハーフタイムのインターヴァルは原則10分とする。
  - 試合に勝利した場合、勝者チームには勝ち点3が与えられる。90分間で勝敗が決しない場合は引き分けとし、両方のチームに勝ち点1が与えられる。
  - 勝ち点数で同数のチームが複数ある場合は、以下の項目の順序に従って順位を決定する:
    - 1. 得失点差
    - 2. 総得点数
    - 3. 当該チーム同士の対戦結果（勝者>敗者）
    - 4. 1-3の項目が全て同一（3の場合は対戦結果が引き分けの場合）は、当該チームの代表者が立ち会った上で抽選を行い、決勝ラウンド進出チームを決定する。
- 決勝ラウンド
  - 1次ラウンド首位チーム4チームにより、トーナメント形式で行う。準決勝に勝利したチームが決勝戦に進出できる。3位決定戦は行わず、準決勝敗者は双方とも3位とする。
  - 試合時間は90分（前･後半45分）とする。ハーフタイムのインターヴァルは原則15分とする。
  - 90分間で勝敗が決しない場合、20分（前･後半10分）の延長戦を行う。それでも決しない場合はPK戦により勝者を決定する。PK戦に入る前のインターヴァルは1分とする[1]。

### 会場
2010年度の国民体育大会開催地である千葉県内にて開催され、以下の3会場が使用される:
| 市原市           | 市原市                   | 市原市               |
| ---------------- | ------------------------ | -------------------- |
| 市原臨海競技場   | 市原スポレクパークA・C面 | 姉崎公園サッカー場   |
|                  |                          |                      |
| 決勝トーナメント | 本大会グループリーグ     | 本大会グループリーグ |

## 出場チーム
| 地区   | 枠 | 出場チーム                                 | 備考                       |
| ------ | -- | ------------------------------------------ | -------------------------- |
| 北海道 | 1  | 北海道文教大学明清高等学校                 |                            |
| 東北   | 2  | 東北高等学校                               |                            |
| 東北   | 2  | 常盤木学園高等学校                         | 2011年度高校選手権優勝校   |
| 関東   | 4  | 十文字中学校・高等学校                     |                            |
| 関東   | 4  | 日テレ・メニーナ                           |                            |
| 関東   | 4  | 湘南学院高等学校                           |                            |
| 関東   | 4  | ジェフユナイテッド市原・千葉レディースU-18 | 開催地枠                   |
| 北信越 | 1  | 福井工業大学附属福井高等学校               |                            |
| 東海   | 2  | 藤枝順心高等学校                           |                            |
| 東海   | 2  | 常葉学園橘高等学校                         |                            |
| 関西   | 2  | 日ノ本学園高等学校                         |                            |
| 関西   | 2  | 大阪桐蔭高等学校                           | 2011年度高校選手権準優勝校 |
| 中国   | 1  | 岡山県作陽高等学校                         |                            |
| 四国   | 1  | 松山東雲高等学校                           |                            |
| 九州   | 2  | 鳳凰高等学校                               |                            |
| 九州   | 2  | MELSA熊本フットボールクラブアマール        |                            |

## 本大会

### グループリーグ

#### グループA
| チーム名                     | 勝点 | 試 | 勝 | 分 | 負 | 得点 | 失点 | 差  |
| ---------------------------- | ---- | -- | -- | -- | -- | ---- | ---- | --- |
| 常葉学園橘高等学校           | 7    | 3  | 2  | 1  | 0  | 14   | 4    | +10 |
| 十文字中学校・高等学校       | 4    | 3  | 1  | 1  | 1  | 6    | 6    | 0   |
| 岡山県作陽高等学校           | 3    | 3  | 1  | 0  | 2  | 7    | 11   | -4  |
| 福井工業大学附属福井高等学校 | 3    | 3  | 1  | 0  | 2  | 6    | 12   | -6  |

| 2012年1月3日 10:00 |

| 十文字中学校・高等学校                               | 3 – 1          | 岡山県作陽高等学校 |
| 野口彩佳 32分 · 岡田綾乃 41分 · 大塚愛子 48分 (pen.) | 公式記録 (PDF) | 定國佳奈 66分      |

| 姉崎公園サッカー場 観客数: 300人 主審: 伊藤実奈子 |

| 2012年1月3日 10:00 |

| 常葉学園橘高等学校                                                  | 7 – 0          | 福井工業大学附属福井高等学校 |
| 高塚綾音 6分, 22分 · 長田紗季 9分, 30分, 42分, 43分 · 後藤亜弥 51分 | 公式記録 (PDF) |                              |

| 市原スポレクパークC面 観客数: 55人 主審: 菅原英雄 |

| 2012年1月4日 10:00 |

| 十文字中学校・高等学校                        | 3 – 3          | 常葉学園橘高等学校                            |
| 横山久美 19分 · 野口彩佳 36分 · 有田佳予 61分 | 公式記録 (PDF) | 後藤亜弥 18分 · 長田紗季 28分 · 高塚綾音 42分 |

| 姉崎公園サッカー場 観客数: 350人 主審: 渡辺紀承 |

| 2012年1月4日 10:00 |

| 岡山県作陽高等学校                                                         | 5 – 4          | 福井工業大学附属福井高等学校                            |
| 内田好美 43分 (pen.) · 大庭杏樹 47分, 65分 · 小松未奈 54分 · 長町優里 79分 | 公式記録 (PDF) | 加藤映里香 49分, 67分 · 松尾知奈美 64分 · 森本涼加 80分 |

| 市原スポレクパークC面 観客数: 154人 主審: 高野祐介 |

| {{{開催日}}} 10:00 |

| 十文字中学校・高等学校 | 0 – 2          | 福井工業大学附属福井高等学校 |
|                        | 公式記録 (PDF) | 吉田麻有 19分 · 東里奈 62分  |

| 姉崎公園サッカー場 観客数: 250人 主審: 萩原誠 |

| 2012年1月5日 10:00 |

| 岡山県作陽高等学校   | 1 – 4          | 常葉学園橘高等学校                                             |
| 内田好美 60分 (pen.) | 公式記録 (PDF) | 高木ひかり 31分 · 堀内沙也香 43分 · 長田紗季 58分 (pen.), 70分 |

| 市原スポレクパークC面 観客数: 90人 主審: 千葉恵美 |

#### グループB
| チーム名                            | 勝点 | 試 | 勝 | 分 | 負 | 得点 | 失点 | 差  |
| ----------------------------------- | ---- | -- | -- | -- | -- | ---- | ---- | --- |
| 日テレ・メニーナ                    | 7    | 3  | 2  | 1  | 0  | 16   | 0    | +16 |
| 大阪桐蔭高等学校                    | 7    | 3  | 2  | 1  | 0  | 11   | 2    | +9  |
| MELSA熊本フットボールクラブアマール | 3    | 3  | 1  | 0  | 2  | 5    | 13   | -8  |
| 東北高等学校                        | 0    | 3  | 0  | 0  | 3  | 0    | 17   | -17 |

| 2012年1月3日 11:00 |

| 日テレ・メニーナ                                                           | 7 – 0          | MELSA熊本フットボールクラブアマール |
| 長谷川唯 3分, 65分 · 中里優 41分, 50分 · 籾木結花 42分, 55分 · 隅田凜 68分 | 公式記録 (PDF) |                                     |

| 市原スポレクパークA面 観客数: 100人 主審: 桐原純子 |

| 2012年1月3日 13:00 |

| 東北高等学校 | 0 – 5          | 大阪桐蔭高等学校                                                     |
|              | 公式記録 (PDF) | 金井奈苗 5分, 11分 · 棟安葵生 40分 · 佐藤比香理 68分 · 吉田早紀 77分 |

| 市原スポレクパークA面 観客数: 130人 主審: 山岸佐知子 |

| 2012年1月4日 12:00 |

| 日テレ・メニーナ                                                                                    | 9 – 0          | 東北高等学校 |
| 土光真代 27分 · 長谷川唯 33分, 34分 · 中里優 38分, 42分, 62分, 64分 · 三浦成美 71分 · 長澤優芽 80分 | 公式記録 (PDF) |              |

| 姉崎公園サッカー場 観客数: 300人 主審: 松島陽平 |

| 2012年1月4日 12:00 |

| MELSA熊本フットボールクラブアマール | 2 – 6          | 大阪桐蔭高等学校                                               |
| 池尻茉由 31分 · 橘木友理恵 61分     | 公式記録 (PDF) | 草野詩帆 4分, 8分, 57分 · 吉田早紀 7分 · 濱本まりん 64分, 76分 |

| 市原スポレクパークC面 観客数: 90人 主審: 村上匡 |

| 2012年1月5日 12:00 |

| 日テレ・メニーナ | 0 – 0          | 大阪桐蔭高等学校 |
|                  | 公式記録 (PDF) |                  |

| 姉崎公園サッカー場 観客数: 300人 主審: 桐原純子 |

| 2012年1月5日 12:00 |

| MELSA熊本フットボールクラブアマール | 3 – 0          | 東北高等学校 |
| 松永真実 16分, 24分 · 島津冴香 46分 | 公式記録 (PDF) |              |

| 市原スポレクパークC面 観客数: 45人 主審: 淺田武士 |

#### グループC
| チーム名                                   | 勝点 | 試 | 勝 | 分 | 負 | 得点 | 失点 | 差  |
| ------------------------------------------ | ---- | -- | -- | -- | -- | ---- | ---- | --- |
| 常盤木学園高等学校                         | 9    | 3  | 3  | 0  | 0  | 13   | 1    | +12 |
| 北海道文教大学明清高等学校                 | 4    | 3  | 1  | 1  | 1  | 2    | 9    | -7  |
| 鳳凰高等学校                               | 2    | 3  | 0  | 2  | 1  | 1    | 3    | -2  |
| ジェフユナイテッド市原・千葉レディースU-18 | 1    | 3  | 0  | 1  | 2  | 3    | 6    | -3  |

| 2012年1月3日 12:00 |

| 常盤木学園高等学校                                                                               | 8 – 0          | 北海道文教大学明清高等学校 |
| 京川舞 3分 · 仲田歩夢 13分 · 岡森香沙音 30分 · 佐々木美和 46分, 51分 · 道上彩花 47分, 63分, 71分 | 公式記録 (PDF) |                            |

| 姉崎公園サッカー場 観客数: 300人 主審: 桜井大介 |

| 2012年1月3日 12:00 |

| 鳳凰高等学校      | 1 – 1          | ジェフユナイテッド市原・千葉レディースU-18 |
| 仲地比奈子 80+1分 | 公式記録 (PDF) | 倉谷友菜 25分                              |

| 市原スポレクパークC面 観客数: 120人 主審: 山下良美 |

| 2012年1月4日 11:00 |

| 常盤木学園高等学校          | 2 – 0          | 鳳凰高等学校 |
| 道上彩花 37分 · 京川舞 72分 | 公式記録 (PDF) |              |

| 市原スポレクパークA面 観客数: 110人 主審: 伊藤実奈子 |

| 2012年1月4日 13:00 |

| 北海道文教大学明清高等学校  | 2 – 1          | ジェフユナイテッド市原・千葉レディースU-18 |
| 竹内希 21分 · 藤村茉由 64分 | 公式記録 (PDF) | 鶴見綾香 34分                              |

| 市原スポレクパークA面 観客数: 97人 主審: 中島智広 |

| 2012年1月5日 14:00 |

| 常盤木学園高等学校                  | 3 – 1          | ジェフユナイテッド市原・千葉レディースU-18 |
| 平國瑞希 11分 · 仲田歩夢 24分, 30分 | 公式記録 (PDF) | 有原蒼葉 70分                              |

| 姉崎公園サッカー場 観客数: 400人 主審: 山岸佐知子 |

| 2012年1月5日 14:00 |

| 北海道文教大学明清高等学校 | 0 – 0          | 鳳凰高等学校 |
|                            | 公式記録 (PDF) |              |

| 市原スポレクパークC面 観客数: 35人 主審: 中島智広 |

#### グループD
| チーム名           | 勝点 | 試 | 勝 | 分 | 負 | 得点 | 失点 | 差  |
| ------------------ | ---- | -- | -- | -- | -- | ---- | ---- | --- |
| 日ノ本学園高等学校 | 7    | 3  | 2  | 1  | 0  | 20   | 1    | +19 |
| 藤枝順心高等学校   | 7    | 3  | 2  | 1  | 0  | 19   | 3    | +16 |
| 湘南学院高等学校   | 3    | 3  | 1  | 0  | 2  | 7    | 6    | +1  |
| 松山東雲高等学校   | 0    | 3  | 0  | 0  | 3  | 2    | 38   | -36 |

| 2012年1月3日 14:00 |

| 藤枝順心高等学校             | 2 – 1          | 湘南学院高等学校 |
| 植村祥子 1分 · 葛馬史奈 60分 | 公式記録 (PDF) | 田島光代 40分    |

| 姉崎公園サッカー場 観客数: 350人 主審: 木川綾 |

| 2012年1月3日 14:00 |

| 日ノ本学園高等学校 | 16 – 0         | 松山東雲高等学校 |
| 寒川愛理 19分, 24分, 31分, 38分 · 長谷川葵 21分, 41分, 50分, 73分 · 川原奈央 26分, 33分, 45分, 52分, 75分 · 千葉園子 29分, 54分 | 公式記録 (PDF) |                  |

| 市原スポレクパークC面 観客数: 60人 主審: 淺田武士 |

| 2012年1月4日 14:00 |

| 藤枝順心高等学校 | 1 – 1          | 日ノ本学園高等学校 |
| 榎谷岬 4分       | 公式記録 (PDF) | 川原奈央 55分      |

| 姉崎公園サッカー場 観客数: 250人 主審: 桐原純子 |

| 2012年1月4日 14:00 |

| 湘南学院高等学校                                      | 6 – 1          | 松山東雲高等学校 |
| 中森唯 47分, 60分 · 浦島里紗 58分, 62分, 70分, 80+2分 | 公式記録 (PDF) | 友近真那 2分     |

| 市原スポレクパークC面 観客数: 70人 主審: 千葉恵美 |

| 2012年1月5日 11:00 |

| 藤枝順心高等学校 | 16 – 1         | 松山東雲高等学校 |
| 植村祥子 5分, 8分, 23分, 47分, 62分 · 上嶋瞳 9分, 44分 · 村山百花 33分 · 桜井麻友佳 36分, 49分, 80+2分 · 山田真帆 59分 · 石田梨紗 60分, 74分, 79分 · 榎谷岬 80+1分 | 公式記録 (PDF) | 友近真那 31分    |

| 市原スポレクパークA面 観客数: 松島陽平 主審: 85人 |

| 2012年1月5日 13:00 |

| 湘南学院高等学校 | 0 – 3          | 日ノ本学園高等学校                           |
|                  | 公式記録 (PDF) | 千葉園子 5分 · 長谷川葵 28分 · 中井仁美 32分 |

| 市原スポレクパークA面 観客数: 85人 主審: 伊藤実奈子 |

### 決勝トーナメント

#### 準決勝
| 2012年1月7日 10:00 |

| 常葉学園橘高等学校 | 1 – 3          | 日テレ・メニーナ                    |
| 長田紗季 46分      | 公式記録 (PDF) | 籾木結花 51分, 59分 · 長谷川唯 68分 |

| 市原臨海競技場 観客数: 218人 主審: 桐原純子 |

| 2012年1月7日 13:00 |

| 常盤木学園高等学校              | 4 – 3          | 日ノ本学園高等学校                  |
| 京川舞 18分, 44分, 80分, 90+3分 | 公式記録 (PDF) | 長谷川葵 24分 · 川原奈央 72分, 90分 |

| 市原臨海競技場 観客数: 107人 主審: 伊藤実奈子 |

#### 3位決定戦
| 2012年1月8日 10:00 |

| 常葉学園橘高等学校                                             | 4 – 3          | 日ノ本学園高等学校                            |
| 後藤亜弥 7分 · 成島梓 54分 · 高木ひかり 72分 · 長田紗季 90+3分 | 公式記録 (PDF) | 千葉園子 22分 · 川原奈央 56分 · 中井仁美 68分 |

| 市原臨海競技場 観客数: 250人 主審: 桐原純子 |

#### 決勝
| 2012年1月8日 13:00 |

| 日テレ・メニーナ | 1 – 0 (延長)   | 常盤木学園高等学校 |
| 中里優 106分     | 公式記録 (PDF) |                    |

| 市原臨海競技場 観客数: 325人 主審: 伊藤実奈子 |

## 得点ランキング
| 順位 | 選手     | 所属               | 得点 |
| ---- | -------- | ------------------ | ---- |
| 1    | 川原奈央 | 日ノ本学園高等学校 | 10   |
| 2    | 長田紗季 | 常葉学園橘高等学校 | 9    |
| 3    | 中里優   | 日テレ・メニーナ   | 7    |
| 4    | 京川舞   | 常盤木学園高等学校 | 6    |
| 4    | 長谷川葵 | 日ノ本学園高等学校 | 6    |
| 4    | 植村祥子 | 藤枝順心高等学校   | 6    |